# Vol Varig 820
Le vol Varig 820 était un vol régulier de l'ancienne compagnie aérienne brésilienne Varig, entre l'aéroport de Galeão (Rio de Janeiro) et celui d'Orly (Paris).
En raison d'un feu de cabine, son appareil, un Boeing 707-320C, doit subir le 11 juillet 1973 un atterrissage forcé dans un champ de Saulx-les-Chartreux, commune située à environ 5 km du point de destination. Cet accident aérien coûte la vie à 123 personnes et préserve onze survivants (dont dix membres d'équipage et un passager).

## Présentation

### L'accident

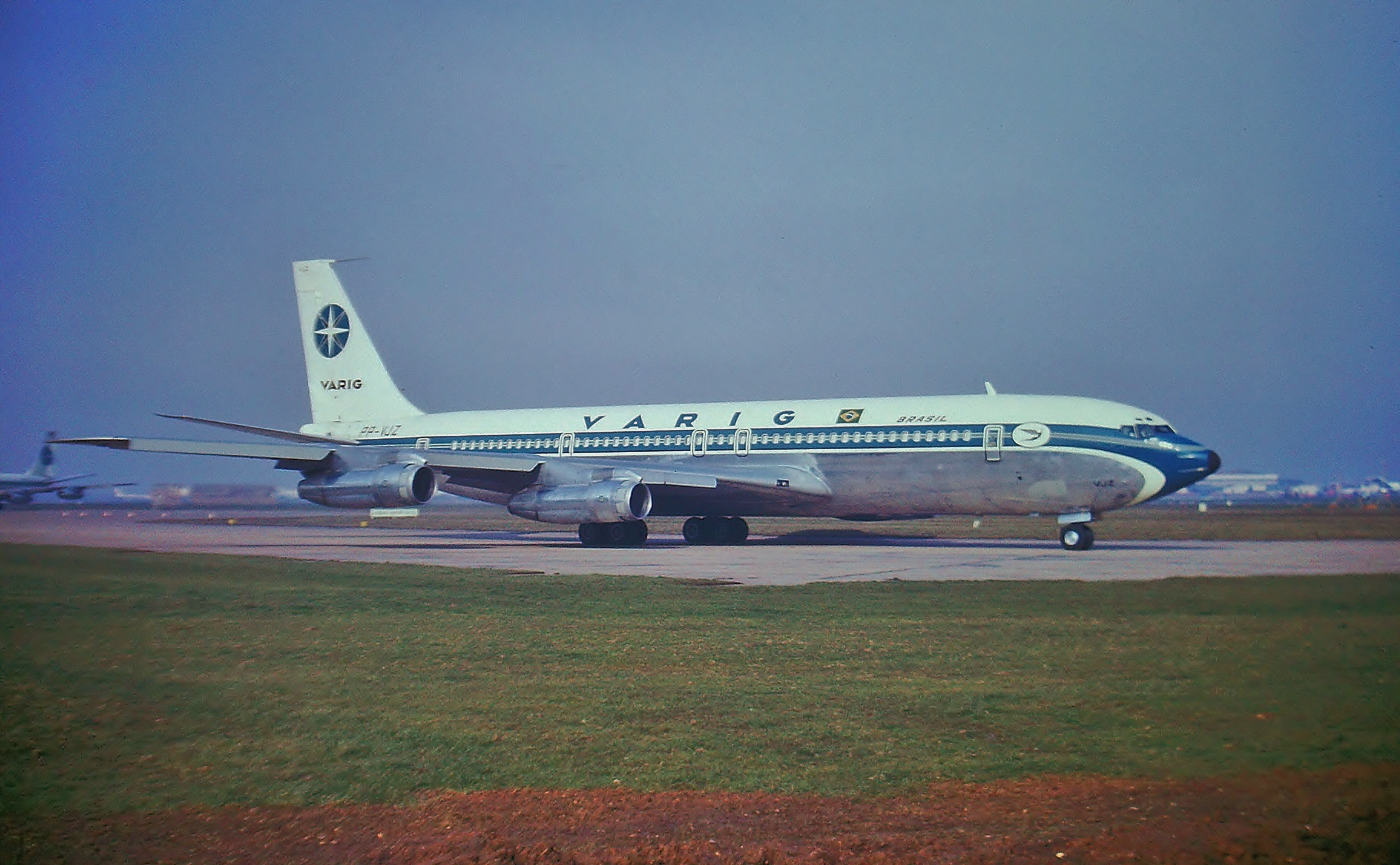
Le 707 impliqué dans l'accident (PP-VJZ), ici à l'aéroport de Londres-Heathrow en avril 1970.

17 membres d'équipage et 117 passagers prennent place à bord du Boeing 707, reliant Rio de Janeiro à Paris. Le vol se déroule normalement. La descente commence vers Orly lorsque les pilotes déclarent une urgence en raison d'une fumée dense qui gagne le cockpit et la cabine. L'enquête détermine qu'elle provenait d'un feu parti des toilettes situées à l'arrière de l'appareil, à droite.
Alerté, le contrôleur aérien change le plan d'atterrissage pour que l'avion se pose sur la piste d'accès le plus direct. Les pilotes mettent leurs masques à oxygène. La situation se détériore à tel point qu'ils ne peuvent plus lire les instruments ni voir ce qui se passe au dehors. Le commandant de bord n'a pas d'autre choix que d'ouvrir son hublot pour dissiper une partie de la fumée.
L'avion se trouve à cinq kilomètres de la piste, soit un peu plus d'une minute de vol. La situation est devenue à ce point intenable que les pilotes décident d'atterrir sans plus attendre. Vers quinze heures, l'avion heurte des arbres et se pose en catastrophe dans un champ. Les pilotes et les membres d'équipage survivants qui le peuvent sortent de l'appareil par les hublots du cockpit tandis que 280 sapeurs-pompiers arrivent rapidement de l'aéroport et des communes avoisinantes. Une porte est ouverte, seule une lourde fumée noire s'en échappe. Un seul passager respire encore. L'accident fait 123 victimes, toutes tuées par la fumée, l'incendie étant resté circonscrit aux toilettes.

### Ses conséquences

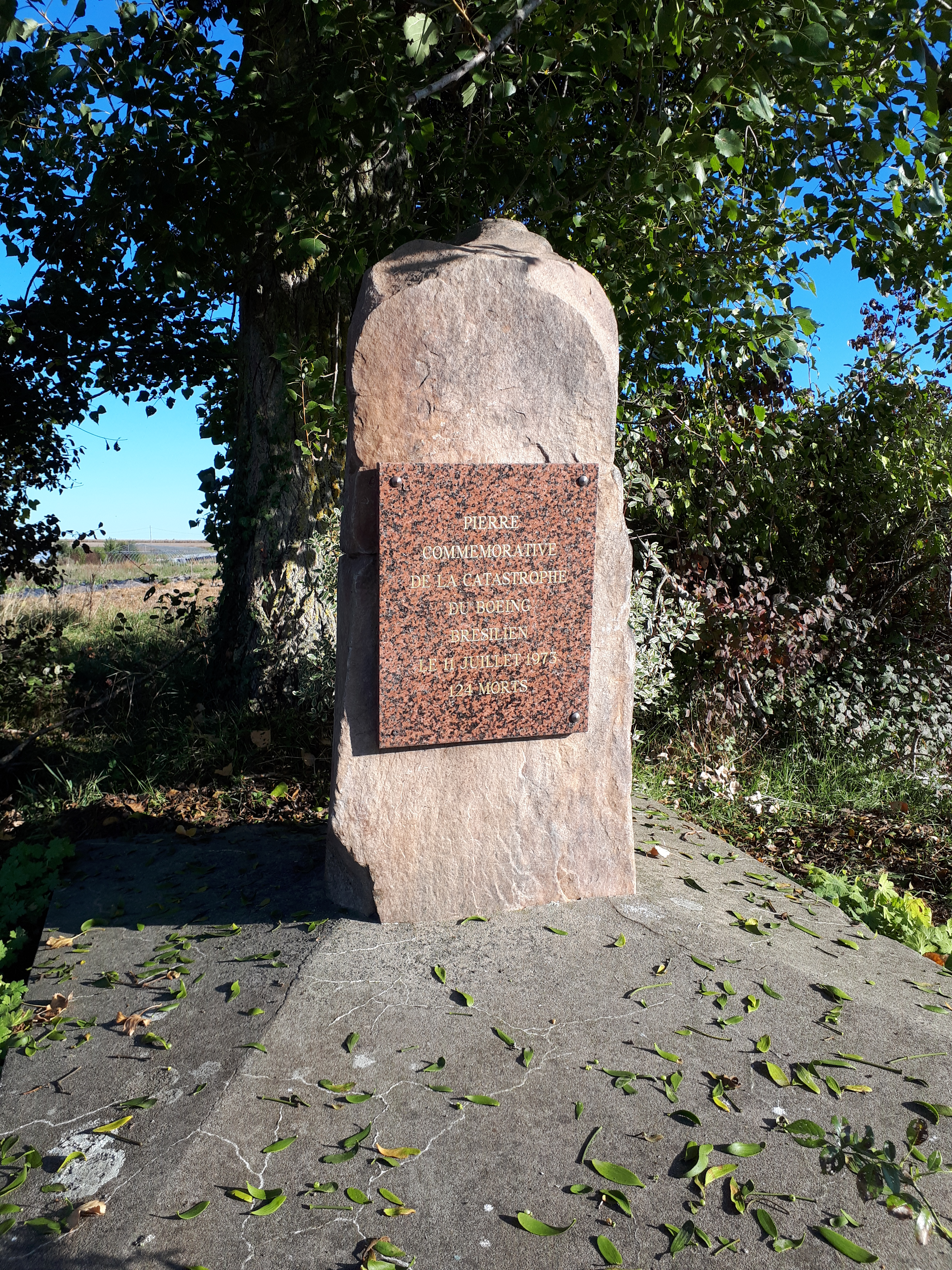
Stèle commémorative de crash du Vol Varig 820.

La cause de l'incendie n'a jamais été déterminée mais une hypothèse probable est celle d'un mégot mal éteint jeté dans la poubelle des toilettes de l'avion.
À la suite de cela, la Federal Aviation Administration publie la consigne de navigabilité AD 74-08-09 exigeant l'installation de pancartes d'interdiction de fumer dans les toilettes et de jeter des mégots dans les réceptacles à déchets, ainsi que l'établissement d'une procédure pour annoncer aux passagers qu'il est interdit de fumer dans les toilettes, pour installer des cendriers à certains endroits et pour inspecter périodiquement les couvercles des poubelles des toilettes afin de s'assurer qu'ils se referment correctement.

### Pertes humaines
La plupart des passagers sont de nationalité brésilienne. Parmi eux se trouvent quelques personnalités :
- Jörg Bruder, champion du monde de nautisme et professeur de géologie brésilien
- Filinto Müller, sénateur brésilien
- Agostinho dos Santos, compositeur et chanteur brésilien
- Antonio Carlos Scavone, journaliste de TV Globo, pilote de formule 3
- José Joe Baxter, militant argentin
- Yvon Lavaud, directeur de Renault en Argentine, à l'initiative notamment du projet R40.
- Jacques Fardel, diplomate suisse (double nationalité Helvético-Bulgare)

Le commandant de bord, Gilberto Araujo da Silva, survit à l'accident. Il meurt quelques années plus tard, le 30 janvier 1979 dans la disparition du Boeing 707-323C de la même compagnie Varig.